# البديعة (رخية)

'

تعديل مصدري - تعديل

البديعة هي إحدى قرى عزلة رخية بمديرية رخية التابعة لمحافظة حضرموت، بلغ تعداد سكانها 288 نسمة حسب تعداد اليمن لعام 2004.